# Sextape (canción de Deftones)
«Sextape» es una canción de la banda estadounidense de metal alternativo Deftones, que fue lanzada el 3 de septiembre de 2010 como tercer sencillo de su sexto álbum de estudio Diamond Eyes. Cuenta con la co-colaboración (no forma parte de los créditos) de John Frusciante en mixado y mezcla.

## Video musical
El video de la canción se subió el mismo día en que se publicó la canción. Fue dirigido por ZFCL (Zak Forrest y Chad Liebenguth, conocidos por su trabajo con Foxy Shazam y Fang Island).